# Supercoppa del Belgio 2021
La Supercoppa del Belgio 2021 è stata la quarantunesima edizione della Supercoppa del Belgio, che si è svolta in un incontro unico il 17 luglio 2021 tra il Club Bruges, vincitore del campionato, e il Genk, che ha trionfato nella coppa nazionale. Ad aggiudicarsi il trofeo è stato il Club Bruges, vincitore della competizione per la sedicesima volta.

## Le squadre
| Squadre     | Qualificazione                             | Partecipazioni precedenti (il grassetto indica la vittoria)                                                     |
| ----------- | ------------------------------------------ | --- |
| Club Bruges | Vincitrice della Pro League 2020-2021      | 18 (1980, 1986, 1988, 1990, 1991, 1992, 1994, 1995, 1996, 1998, 2002, 2003, 2004, 2005, 2007, 2015, 2016, 2018) |
| Genk        | Vincitore della Coppa del Belgio 2020-2021 | 8 (1998, 1999, 2000, 2002, 2009, 2011, 2013, 2019)                                                              |

## Tabellino
| Arbitro: | Jonathan Lardot (Ouffet) |

|                                         |           |                           |
| Mitrović 45+3’ Lang 48’ (rig.) Mata 50’ | Marcatori | 44’ Bongonda 90+3’ Uronen |